# USS Davis (DD-937)
USS Davis (DD-937) là một tàu khu trục lớp Forrest Sherman từng hoạt động cùng Hải quân Hoa Kỳ trong giai đoạn Chiến tranh Lạnh. Nó là chiếc tàu chiến thứ tư của Hải quân Hoa Kỳ được đặt cái tên này, nhưng là chiếc duy nhất được đặt theo tên Trung tá Hải quân George Fleming Davis (1911-1945), Hạm trưởng chỉ huy tàu khu trục Walke (DD-723), đã tử trận tại vịnh Lingayen, Luzon vào ngày 6 tháng 1, 1945 trong cuộc Chiến tranh Thế giới thứ hai, và được truy tặng Huân chương Danh dự. Nó đã phục vụ tại các khu vực Đại Tây Dương và Thái Bình Dương, từng tham gia cuộc Chiến tranh Việt Nam, cho đến khi xuất biên chế vào năm 1982. Con tàu cuối cùng bị bán để tháo dỡ vào năm 1992. Davis được tặng thưởng năm Ngôi sao Chiến trận do thành tích hoạt động tại Việt Nam.

## Thiết kế và chế tạo
Khi đưa vào hoạt động, lớp Forrest Sherman là những tàu khu trục Hoa Kỳ lớn nhất từng được chế tạo, dài 418 foot (127 m) và trọng lượng choán nước tiêu chuẩn 2.800 tấn (2.800 tấn Anh). Nguyên được thiết kế theo dự án SCB 85, chúng được trang bị ba pháo 5 inch (127 mm)/54 caliber trên ba tháp pháo đơn (một phía mũi, hai phía đuôi tàu), bốn pháo phòng không 3 inch (76 mm)/50 caliber trên hai tháp pháo đôi, cùng súng cối Hedgehog và ngư lôi chống ngầm.
Davis được đặt lườn tại xưởng tàu của hãng Bethlehem Steel Corporation ở Quincy, Massachusetts vào ngày 1 tháng 2, 1955. Nó được hạ thủy vào ngày 28 tháng 3, 1956, được đỡ đầu bởi bà Shelagh J. Davis, vợ góa của Trung tá Davis, và nhập biên chế cùng Hải quân Hoa Kỳ tại Xưởng hải quân Boston vào ngày 6 tháng 3, 1957 dưới quyền chỉ huy của Hạm trưởng, Trung tá Hải quân George G. Ball.

## Lịch sử hoạt động

### 1957 - 1960
Sau khi hoàn tất việc trang bị, Davis rời Xưởng hải quân Boston vào ngày 23 tháng 4, 1957 để tiến hành chạy thử máy ngoài khơi Brenton Reef, rồi quay trở về vào ngày 25 tháng 4. Nó lên đường đi sang cảng nhà được chỉ định Newport, Rhode Island vào ngày 2 tháng 5, rồi ghé đến Xưởng hải quân Washington từ ngày 17 đến ngày 20 tháng 5 và Norfolk, Virginia từ ngày 21 đến ngày 23 tháng 5 trước khi lên đường đi sang vùng biển Cuba. Đi đến khu vực vịnh Guantánamo, Cuba vào ngày 26 tháng 5, nó tiến hành chạy thử máy huấn luyện tại vùng biển này cho đến giữa tháng 7, xen kẻ với những chuyến viếng thăm Kingston, Jamaica trong các ngày 15 và 16 tháng 6, và Ciudad Trujillo, Cộng hòa Dominica từ ngày 4 đến ngày 7 tháng 7.
Rời khu vực vịnh Guantánamo vào ngày 15 tháng 7, Davis được sửa chữa sau chạy thử máy trước khi thực hiện chuyến đi sang Bắc Âu. Nó viếng thăm Culebra vào ngày 17 tháng 7 và San Juan, Puerto Rico từ ngày 17 đến ngày 19 tháng 7 trước khi hướng sang quần đảo Azores. Con tàu chỉ ghé lại Punta Delgada vào ngày 25 tháng 7, trước khi lần lượt viếng thăm Rotterdam, Hà Lan từ ngày 29 tháng 7 đến ngày 2 tháng 8; Copenhagen, Đan Mạch từ ngày 12 đến ngày 17 tháng 8; và Edinburgh, Scotland từ ngày 19 đến ngày 22 tháng 8. Nó quay trở về Xưởng hải quân Boston vào ngày 29 tháng 8, tiếp tục được bảo trì và sửa chữa, cho đến khi quay trở lại cảng nhà Newport vào ngày 8 tháng 11. Cũng trong tháng 11, nó trở thành soái hạm của Đại tá Hải quân Harry G. Moore, Tư lệnh Hải đội Khu trục 12.
Khởi hành vào ngày 29 tháng 11, Davis đi sang khu vực Địa Trung Hải để phục vụ cùng Đệ Lục hạm đội. Nó hoạt động huấn luyện thực hành và tập trận, rồi đi đến Cannes, Pháp vào ngày 16 tháng 12 và ở lại cảng này cho đến hết kỳ nghỉ lễ Giáng Sinh và năm mới. Lên đường vào ngày 3 tháng 1, 1958, nó tiếp tục hoạt động cùng Đệ Lục hạm đội, tham gia các cuộc thực tập chống tàu ngầm và phòng không cũng như tập trận phối hợp cùng các tàu sân bay Franklin D. Roosevelt (CVA-42), Saratoga (CVA-60), Essex (CVA-9) và Randolph (CVA-15). Nó cũng viếng thăm vịnh Pollensa, Majorca từ ngày 5 đến ngày 7 tháng 1; Valetta, Malta từ ngày 11 đến ngày 16 tháng 1; Piraeus, Hy Lạp từ ngày 18 đến ngày 22 tháng 1; Iskendron, Thổ Nhĩ Kỳ trong các ngày 29 và 30 tháng 1; Izmir, Thổ Nhĩ Kỳ từ ngày 1 đến ngày 4 tháng 2; Rhodes, Hy Lạp từ ngày 11 đến ngày 18 tháng 2; Genoa, Ý từ ngày 22 đến ngày 28 tháng 2; Barcelona, Tây Ban Nha từ ngày 10 đến ngày 17 tháng 3, [[ và từ ngày 18 đến ngày 21 tháng 3. Trong hành trình quay trở về Hoa Kỳ, nó ghé lại Gibraltar từ ngày 1 đến ngày 3 tháng 4, rồi về đến Newport vào ngày 12 tháng 4.
Được bảo trì và sửa chữa sau chuyến đi, Davis ở lại cảng nhà cho các hoạt động huấn luyện thường lệ. Nó đi đến New London, Connecticut từ ngày 16 đến ngày 19 tháng 5, và sau đó đi đến Boston từ ngày 10 đến ngày 12 tháng 6, trước khi lên đường cho một chuyến đi thực tập mùa Hè sang Châu Âu dành cho học viên sĩ quan. Nó đã viếng thăm Kiel, Đức từ ngày 25 đến ngày 30 tháng 6; Bergen, Na Uy từ ngày 9 đến ngày 16 tháng 7; và Rotterdam từ ngày 19 đến ngày 24 tháng 7. Con tàu quay trở về Boston vào ngày 4 tháng 8, tiễn các học viên sĩ quan rời tàu trước khi bắt đầu một đợt sửa chữa và đại tu, bao gồm các cải biến và gia cố cấu trúc thượng tầng.
Rời xưởng tàu vào ngày 14 tháng 10, Davis lên đường sáu ngày sau đó để thực hành chống tàu ngầm, rồi quay về cảng vào ngày 4 tháng 11. Nó đi đến Norfolk vào ngày 2 tháng 12 để huấn luyện chiến thuật tàu ngầm, rồi khởi hành vào ngày 8 tháng 12 cho một lượt hoạt động ngoài biển cho đến ngày 15 tháng 12, rồi quay trở về cảng nhà. Rời Newport vào ngày 7 tháng 1, 1959, Con tàu tham gia cuộc Tập trận Springboard tại vùng biển Caribe, rồi lần lượt viếng thăm San Juan, Puerto Rico; Ciudad Trujillo; San Juan và St. Thomas, quần đảo Virgin trong giai đoạn từ ngày 11 tháng 1 đến ngày 2 tháng 2. Nó quay trở về Newport và ở lại cho đến ngày 26 tháng 2, rồi trong giai đoạn từ ngày 28 tháng 2 đến ngày 14 tháng 3 đã lần lượt ghé đến Washington, D.C.; Mayport, Florida; Charleston, South Carolina và Norfolk. Chiếc tàu khu trục đi vào Xưởng hải quân Boston để đại tu từ ngày 17 tháng 3 đến ngày 17 tháng 6.
Quay trở về cảng nhà Newport từ ngày 19 đến ngày 23 tháng 6, Davis ghé đến Portsmouth, New Hampshire trước khi lên đường đi sang vịnh Guantánamo, Cuba để huấn luyện ôn tập. Nó tạm thời được điều động sang dưới quyền Tư lệnh Tiền phương biển Caribe để tuần tra ngoài khơi Haiti từ ngày 12 đến ngày 16 tháng 7, giúp duy trì ổn định tại khu vực trong giai đoạn Tổng thống Haiti François Duvalier đang hồi phục sau một cơn đau tim. Con tàu viếng thăm Port-au-Prince, Haiti vào ngày 1 tháng 8 trước khi quay trở lại vùng biển Cuba vào ngày 3 tháng 8, rồi tiếp tục hoạt động ngoài khơi Culebra, Puerto Rico và về đến Newport vào ngày 17 tháng 8. Từ ngày 26 tháng 10 đến ngày 7 tháng 11, con tàu tham gia cuộc Tập trận Tralex 4-59 để thực hành hộ tống vận tải và đổ bộ, và tiếp tục hoạt động cùng Lực lượng Phòng thủ Chống tàu ngầm Đại Tây Dương từ tháng 12.
Lên đường đi sang vùng biển Caribe vào ngày 18 tháng 1, 1960, Davis hỗ trợ cho Chiến dịch Skyhook, hoạt động nghiên cứu khoa học nhân Năm Vật lý Địa cầu Quốc tế, rồi cùng Hải đội Khu trục 12 huấn luyện phối hợp cùng tàu ngầm nguyên tử Seadragon (SSN-584). Nó viếng thăm San Juan, Puerto Rico trong năm ngày trước khi quay trở về Newport vào ngày 18 tháng 2. Con tàu thực hành huấn luyện trong tháng 3 và tháng 4 trước khi được bảo trì cặp bên mạn một tàu tiếp liệu khu trục trong tháng 5, rồi tiếp tục tham gia cuộc Tập trận LantFlex 2-60 trong tháng 6 và tháng 7. Cùng Hải đội Khu trục 12, nó lên đường vào ngày 4 tháng 8 để đi sang khu vực Địa Trung Hải, nơi nó hoạt động cùng nhều đơn vị đặc nhiệm thuộc Đệ Lục hạm đội, và cùng với tàu khu trục Harlan R. Dickson (DD-708) từng được phái đi "làm nhiệm vụ đặc biệt" tại Hắc Hải, một hoạt động bị phía Liên Xô phê phán là "hành động khiêu khích". Nó cùng toàn thể Hải đội quay trở về Hoa Kỳ vào ngày 13 tháng 2, 1961.